# L'Île du jour d'avant
L’Île du jour d’avant (L'isola del giorno prima) est un roman historique d'Umberto Eco paru en 1994 (traduit en français en 1996) qui prend place au XVIIe siècle en plein océan Pacifique.

## Résumé
L'Île du jour d'avant met en scène Roberto de la Grive, un jeune espion aux services de Mazarin qui a embarqué sur un navire hollandais. Après le naufrage de ce vaisseau, il trouve refuge sur un bateau abandonné et ancré non loin d'une île. Cette île est située sur un méridien très particulier : la ligne de changement de date.
Prisonnier de ce navire car il ne sait pas nager, Roberto de la Grive parle alors de son époque si fertile en idées, en personnalités et en guerres. Avec lui, le lecteur prend conscience de l'un des problèmes cruciaux de l'époque pour la navigation, la détermination de la longitude. Parmi les personnalités que rencontre Roberto, certaines sont directement nommés et identifiables (Mazarin, Colbert...), mais Umberto Eco se plaît également à dissimuler d'autres personnages. Ainsi, le personnage de Saint-Savin, que Roberto rencontre au cours du siège de Casal, lors de la guerre de Trente Ans, est-il inspiré de Savinien Cyrano de Bergerac, auteur des États et Empire de la Lune, dont Saint-Savin profère quasiment mot à mot un passage. Umberto Eco évoque aussi sans le nommer Blaise Pascal sous les traits d'un jeune homme projetant de fabriquer une machine capable d'effectuer des calculs arithmétiques et s'intéressant à des expériences sur le vide. Il fait également intervenir le jésuite savoyard Emanuele Tesauro, qui apparaît dans un chapitre intitulé selon le titre de l'une de ses œuvres (Il Cannochiale aristotelico), ainsi que Jean de Saint-Bonnet, seigneur de Toiras, qui commande la défense de Casal.